# Monte la Reina
Monte La Reina es una  localidad del municipio de Toro, en la provincia de Zamora, comunidad autónoma de Castilla y León, España.
Se halla a 10 kilómetros por carretera de la localidad de Toro circulando por la carretera N-122, y a 7 kilómetros del municipio de Fresno de la Ribera. En este asentamiento se encuentran las Bodegas Monte La Reina, además de un antiguo palacio neogótico del siglo XIX que ha sido restaurado y ahora sirve como hotel.

## Demografía
La población de Monte La Reina ha fluctuado entre los 15 y 30 habitantes desde que existen registros.
| Evolución de la demografía de Monte La Reina entre 2000 y 2017   |                                                                  |
| ---------------------------------------------------------------- | ---------------------------------------------------------------- |
| Gráfico no disponible temporalmente debido a problemas técnicos. |                                                                  |
| Fuente:Instituto Nacional de Estadística                         |                                                                  |
| Gráfica elaborada por: Wikipedia                                 |                                                                  |
|                                                                  | Gráfico no disponible temporalmente debido a problemas técnicos. |